# مقتل عائلة الضيف
مقتل عائلة الضيف نفذت قوات الاحتلال الإسرائيلية غارة جوية على منزل محمد الضيف، قائد كتائب القسام في 19 أغسطس 2014، لم يصب الضيف بأذى، لكن زوجته وداد عصفورة واثنين من أبنائهما قتلوا.

## خلفية الحدث
انضم الضيف، واسمه الأصلي محمد دياب إبراهيم المصري، إلى حماس في عام 1987، بعد أسابيع من تأسيسها خلال الانتفاضة الأولى تم اعتقاله من قبل السلطات الإسرائيلية في عام 1989 بسبب تورطه مع المنظمة. بعد 16 شهرًا من الاعتقال، أطلق سراحه في عملية تبادل للأسرى. بعد فترة وجيزة من إطلاق سراحه، ساعد في تأسيس كتائب عز الدين القسام، الجناح المسلح لحركة حماس. أصبح الضيف قائدًا لكتائب القسام بعد أن اغتالت إسرائيل صلاح شحادة في يوليو 2002. في الفترة ما بين يوليو 2006 ونوفمبر 2012، تولى القيادة الفعلية نائب الضيف، أحمد الجعبري، بعد إصابة ضيف بجروح خطيرة في محاولة اغتيال إسرائيلية.

## عائلته
تزوج محمد الضيف من وداد عصفورة يشار إليها أحيانًا باسم وداد الضيف، في عام 2007 أو 2011. وداد كانت أرملة، زوجها السابق كان مقاتلاً في القسام وقد قُتل. أنجبت من محمد الضيف أربعة أطفال ولدى الضيف ولدان آخران، بهاء وخالد. كان لوداد أيضًا ولدان من زوجها الراحل.

## الضربة الجوية
حاولت إسرائيل اغتيال الضيف في غارة جوية على منزله في حي الشيخ رضوان بمدينة غزة في 19 أغسطس 2014، أدى القصف على منزل العائلة لمقتل زوجته البالغة العمر 27 عامًا واثنين من أطفالهما، ابنة تبلغ العمر 3 سنوات، وابنه علي الذي يبلغ من العمر 7 أشهر، وثلاثة أعضاء آخرين من الأسرة. كما أسفرت الغارة عن مقتل أم وابنيها من عائلة الدلو. زعم المركز الفلسطيني لحقوق الإنسان أن المنزل هو نفس المنزل الذي دمر سابقًا في عام 2012 والذي قيل إنه أدى إلى مقتل العديد من أفراد عائلة الدلو. محمد الضيف نجا من محاولة الاغتيال للمرة الخامسة حسب ما خلصت له الاستخبارات الإسرائيلية في أبريل 2015. في اليوم نفسه اغتال جيش الاحتلال ثلاثة قيادات أخرى وهم: محمد أبو شمالة (41 سنة)، رائد العطار (40 سنة)، ومحمد برهوم (45 سنة).

## الجنازة وردود الفعل في غزة
شارك عدة آلاف من الأشخاص في تشييع زوجة الضيف وابنه علي في غزة، مطالبين بغضب بالانتقام من إسرائيل، وأطلقوا النار في الهواء. تم نقل جثماني وداد وطفلها من منزل عائلة الزوجة إلى مسجد في مخيم جباليا للاجئين للصلاة عليهما، ثم دفنهما. أما ابنته لم يتم دفنها في نفس يوم دفن شقيقها، لأن جثتها لم يتم انتشالها من تحت الأنقاض إلا في حوالي منتصف نهار اليوم التالي لجنازة شقيقها، وبعد يومين من الغارة الجوية. كما نُشرت رسالة تصف الحياة الشخصية للضيف وزوجته في وسائل الإعلام الفلسطينية، وذكرت الصحف الإسرائيلية أن والدة وداد لم تندم على موافقتها على الزواج وقالت إنها ستفعل الشيء نفسه مرة أخرى.

## انتقادات إسرائيلية لمحاولة الاغتيال
بالإضافة إلى الغضب في غزة، انتقد البعض داخل إسرائيل عملية الاغتيال أيضًا. في مقالته التي كتبها في صحيفة هآرتس تحت عنوان "ماذا ستفعل إسرائيل لو كانت في مكان حماس؟"، تساءل جدعون ليفي عن كيفية رد فعل إسرائيل إذا قتلت حماس زوجة وأطفال أحد زعماء إسرائيل، كما أشار إلى أنه حتى لو نجحت عملية الاغتيال، بناءً على الضربات الناجحة السابقة على أحمد ياسين وآخرين، كان من الممكن استبدال الضيف، بشخص أكثر تطرفًا.